# Municipio de Hampton (Illinois)
El municipio de Hampton (en inglés, Hampton Township) es un municipio del condado de Rock Island, Illinois, Estados Unidos. Tiene una población estimada, a mediados de 2023, de 21 321 habitantes.

## Geografía
Está ubicado en las coordenadas 41°31′40″N 90°23′17″O / 41.52778, -90.38806 (41.527906, -90.388072). Según la Oficina del Censo, tiene una superficie total de 94.5 km², de los cuales 88.5 km² corresponden a tierra firme y 6.0 km² están cubiertos de agua.

## Demografía
Según el censo de 2020, en ese momento había 21 709 personas residiendo en la zona. La densidad de población era de 245 hab./km². El 68.13% de los habitantes eran blancos, el 13.21% eran afroamericanos, el 0.54% eran amerindios, el 1.60% eran asiáticos, el 0.02% eran isleños del Pacífico, el 7.63% eran de otras razas y el 8.87% eran de una mezcla de razas. Del total de la población, el 17.42% eran hispanos o latinos de cualquier raza.